# Ectatosticta xuanzang
Espèce
Ectatosticta xuanzang est une espèce d'araignées aranéomorphes de la famille des Hypochilidae.

## Distribution
Cette espèce est endémique du Tibet en Chine,. Elle se rencontre dans le xian de Cuona dans la préfecture de Xining.

## Description
La femelle holotype mesure 12,59 mm.

## Étymologie
Cette espèce est nommée en l'honneur de Xuanzang.

## Publication originale
- Lin & Li, 2020 : « Taxonomic studies on the genus Ectatosticta (Araneae, Hypochilidae) from China, with descriptions of two new species. » ZooKeys, no 954, p. 17-29 (texte intégral).